# フォー・ワンス・イン・マイ・ライフ
『フォー・ワンス・イン・マイ・ライフ』 (For Once in my Life) は、1968年に発表されたスティーヴィー・ワンダーのアルバム。

## 特徴
1968年11月に発売され、翌年1月にはチャートインし、最高位50位にランクされたアルバムであり、同名のシングル曲はLP発売と同時にチャートインし、最高ランク2位を獲得している。これは、1963年7月「フィンガーティップス」から1972年12月「迷信」までの間の最高位である。内容においても、変声期以後の実力をアピールしたアルバムとして質の高いものである。
タイトル曲「フォー・ワンス・イン・マイ・ライフ」は1966年のヒット曲「太陽のあたる場所」を、のちにシャーリーンの「愛はかげろうのように」を書いたロン・ミラーの作で、発売直後からさまざまなジャンルの歌手によって歌われてきている。
スティーヴィー・ワンダー自身は「フォー・ワンス・イン・マイ・ライフ」について、以下のような思い出を語っている。
ヘンリー・コスビーによる、ピアノとフルートを注意深く配置したアレンジメントが色を添えており、スティービー以前にさまざまなヴァージョンがレコーディングされていたが、スティーヴィーが曲のオリジナルな趣旨を歌い通し、情熱を籠め、ハーモニカ・ソロを加えたことで、決定的なものとしている。ロン・ミラーはこのアレンジを気に入らなかったらしいが、上述のように、全米第2位、全英では第3位にまで上り詰めている。
この曲以外でも、ビリー・ホリデイの「ゴッド・ブレス・ザ・チャイルド」のアレンジや、ボビー・ヘブの「サニー」など、特別に何かを変えるのではなく、「新たな表情」を浮かび上がらせるようなアレンジを生かし、ポップな原曲から心地よいソウルを引き出していると言える。カヴァー曲以外では、ヘンリー・コスビーのプロデュースによるこのアルバムでは、スティーヴィーはヘンリーとの共作を含めた8曲を制作している。「シュ・ビ・ドゥ・ビ・ドゥ・ダ・デイ」ではクラビネットがイントロに効果的に使われている。

## 収録曲
Side 1
1. "For Once in My Life" (Ron Miller, Orlando Murden) 2:48　フォー・ワンス・イン・マイ・ライフ
2. "Shoo-Be-Doo-Be-Doo-Da-Day" (Henry Cosby, Sylvia Moy, Stevie Wonder) 2:45　シュ・ビ・ドゥ・ビ・ドゥ・ダ・デイ
3. "You Met Your Match" (Lula Mae Hardaway, Don Hunter, Stevie Wonder) 2:37　ユー・メット・ユア・マッチ
4. "I Wanna Make Her Love Me" (Henry Cosby, Lula Mae Hardaway, Sylvia Moy, Stevie Wonder) 2:52　アイ・ウォナ・メイク・ハー・ラヴ・ミー
5. "I'm More Than Happy (I'm Satisfied)" (Henry Cosby, Cameron Grant, Sylvia Moy, Stevie Wonder) 2:56　幸せすぎて
6. "I Don't Know Why" (Lula Mae Hardaway, Don Hunter, Paul Riser, Stevie Wonder) 2:46　アイ・ドント・ノウ

Side 2
1. "Sunny" (Bobby Hebb) 4:00　サニー
2. "I'd Be a Fool Right Now" (Henry Cosby, Sylvia Moy, Stevie Wonder) 2:54　アイド・ビー・ア・フール・ライト・ナウ
3. "Ain't No Lovin'" (Lula Mae Hardaway, Don Hunter, Paul Riser, Stevie Wonder) 2:36　エイント・ノー・ラヴィン
4. "God Bless the Child" (Arthur Herzog Jr., Billie Holiday) 3:27　ゴッド・ブレス・ザ・チャイルド
5. "Do I Love Her" (Stevie Wonder) 2:58　ドゥ・アイ・ラヴ・ハー
6. "The House on the Hill" (L. Brown, Berry Gordy, Allen Story) 2:36　ハウス・オン・ザ・ヒル